# 萨米尔陨石坑
萨米尔陨石坑（Samir）是位于月球正面雨海西南部的一座小撞击坑，其名称取自阿拉伯语男性名，1979年被国际天文学联合会正式接受。

## 描述

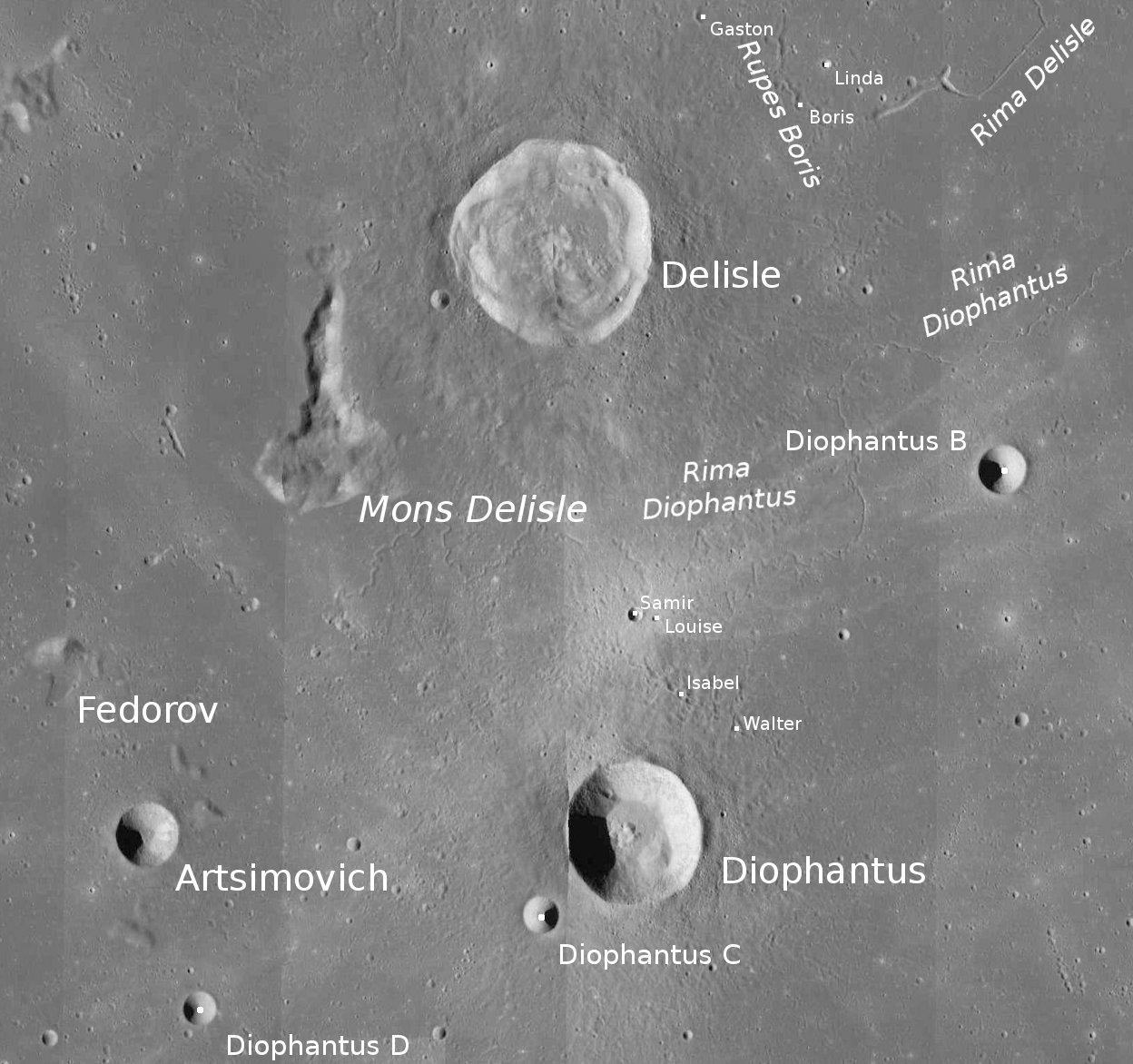
萨米尔陨石坑的周边，月球勘测轨道飞行器拍摄。

该陨坑位于南面的丢番图陨石坑和北面更大的德利尔环形山之间，东侧和东南靠近大小类似的小陨坑路易丝、伊莎贝尔及沃尔特，它的北面横亘着丢番图月溪，西北坐落着细长的德利尔山。
该陨坑中心月面坐标为28°30′N 34°17′W / 28.5°N 34.29°W，直径1.86公里，深约340米。
萨米尔陨石坑是一座圆杯状的撞击坑，带有一个平坦的小坑底，周围被高反照率月表所环绕，它的坑壁最大高出周边地形70米，内部容积约0.26立方千米。

该陨坑的名称原先只标注在第39B2S1号拍摄地图上，后来该图中的这些名字均被国际天文学联合会批准接受。